# José Iturmendi
José Iturmendi Morales (Madrid, 1947) es un jurista español.

## Biografía
En 1968 se diploma en la Escuela Oficial de Periodismo y dos años más tarde se licencia en Derecho por la Universidad Complutense de Madrid. Ese mismo 1970 y durante ocho años impartió clase en la Facultad de Derecho de la Universidad del País Vasco como Profesor agregado y en el Curso 1978-1979 en la Universidad de Extremadura.
En 1979 consigue la Cátedra de Filosofía del Derecho en la Facultad de Derecho de la UCM, y ocho años después accede al cargo de Decano. Se ha mantenido en ese puesto hasta 2008.
En 2011 concurrió a las elecciones para rector de la Universidad Complutense, que finalmente ganó José Carrillo.
Es doctor honoris causa por la Universidad Latinoamericana de Ciencia y Tecnología de San José (Costa Rica).